# Christina Pluhar
Christina Pluhar (Graz, 1965) è una musicista tiorbista e direttrice d'orchestra austriaca, a capo del gruppo musicale L'Arpeggiata fondato da lei nel 2000 a Parigi, dove vive dal 1992.

## Biografia
Pluhar ha studiato presso l'Università di Graz, il Conservatorio di L'Aia (si è diplomata in liuto con Toyohiko Sato), la Schola Cantorum Basiliensis con Hopkinson Smith ed ha seguito un masterclass con Paul O'Dette.
Nel 1992 ha vinto il primo premio al Concorso Internazionale di Musica Antica di Malmö con l'Ensemble La Fenice.
Successivamente ha collaborato con gli Hespèrion XXI di Jordi Savall, Il Giardino Armonico, Marco Beasley, Les Musiciens du Louvre di Marc Minkowski, i Ricercar Consort, La Grande Écurie et la Chambre du Roy di Jean-Claude Malgoire ed i Cantus Cölln.
Da allora, ha vissuto a Parigi, esibendosi sia come solista che come suonatrice di basso continuo di musica barocca. Nel 2000, ha fondato L'Arpeggiata , un ensemble che da allora ha ottenuto riconoscimenti internazionali, esibendosi in importanti festival e producendo importanti registrazioni.
Dal 2001 è assistente di Ivor Bolton alla Bayerische Staatsoper e nel 2007 ha diretto l'European Union Baroque Orchestra.
Pluhar dal 1999, ha insegnato arpa barocca al Royal Conservatory of The Hague (Conservatorio Reale dell'Aia)  e tiene un masterclass presso l'Università di Graz.
Bachelor Early Music Harp

## Discografia[8]
- Lassus, Palestrina: Motetti, Madrigali e Canzoni diminuiti, Ensemble la Fenice Arpa (1994)
- Piccinini: Il Concerto dei Fratelli (1997)
- L' Héritage de Monteverdi, Vol. 5 - Per il Santissimo Natale, Ensemble la Fenice Arpa (1999)
- L' Héritage de Monteverdi, Vol. 1 - Dialoghi Venetiani, Ensemble la Fenice e Jean Tubéry (2001)
- Stefano Landi - Homo fugit velut umbra, L'Arpeggiata - Christina Pluhar (2002)
- La Tarantella: Antidotum Tarantulae, L'Arpeggiata - Christina Pluhar (2004)
- Giovanni Girolamo Kapsberger - La Villanella, L'Arpeggiata - Christina Pluhar (2004)
- Emilio de' Cavalieri - Rappresentatione di Anima e di Corpo, L'Arpeggiata - Christina Pluhar (2005)
- Ut pictura musica: From Alpha 001 to Alpha 100 - a musical journey, artisti vari (2006)
- Caccini: Amor che fai?, Stephan Van Dyck, Christina Pluhar, arpa barroca, tiorba (2006)
- Los impossibles con i King's Singers, L'Arpeggiata - Christina Pluhar (2007)
- Gianluigi Trovesi all'Opera: Profumo di Violetta, Marco Remondini e Gianluigi Trovesi Arreglos (2008)
- Biagio Marini - Dario Castello, Ensemble la Fenice Arpa, Tiorba (2008)
- Vêpres sous Charles VI à Vienne, L'Arpeggiata - Arsys Bourgogne, Pierre Cao, Christina Pluhar (2009)
- Claudio Monteverdi - Teatro d'amore con Philippe Jaroussky e Nuria Rial (2009)
- Via Crucis con Philippe Jaroussky, Nuria Rial ed i Barbara Furtuna (2010)
- Classical 2011 (2011)
- Monteverdi: Vespro della Beata Vergine, L'Arpeggiata - Christina Pluhar (2011)
- La Tarantella / Antidotum Tarantulae con Lucilla Galeazzi e Marco Beasley (presente nella colonna sonora del film ...Non ci posso credere)
- The Voice, Philippe Jaroussky (2012)
- Los Pájaros Perdidos, L'Arpeggiata - Christina Pluhar, note di copertina, modifica, arrangiamenti, conduzione (2012)
- The Complete Alpha Recordings, L'Arpeggiata - Christina Pluhar, note di copertina, modifica, arrangiamenti, conduzione, edizione musicale (2013)
- Mediterraneo, L'Arpeggiata - Christina Pluhar, note di copertina, modifica, arrangiamenti, conduzione (2013)
- Music for a While - Improvisations On Purcell con Philippe Jaroussky, Dominique Visse e Gianluigi Trovesi (2014)
- Vespro della Beata Vergine (Monteverdi) (2014)
- Francesco Cavalli - L'amore innamorato con Nuria Rial e Hana Blažíková
- Giovanni Martino Cesare: Musicali Melodie per voci e instrumenti, Les Sacqueboutiers Arpa (2015)
- Orfeo Chamán, L'Arpeggiata - Christina Pluhar, note di copertina, modifica, arrangiamenti, conduzione (2016)
- Classical 2016, Vocales (2016)
- The Heritage of Monteverdi, Ensemble la Fenice, Jean Tubéry Guitarra, arpa, tiorba, arpa tripla (2017)
- Handel goes wild, L'Arpeggiata - Christina Pluhar (2017)
- Himmelsmusik, Christina Pluhar & L'Arpeggiata, con Philippe Jaroussky e Céline Scheen, Erato, (2018)
- Luigi Rossi: La Lyra d’Orfeo - Arpa Davidica, Christina Pluhar & L'Arpeggiata, con Véronique Gens, Philippe Jaroussky, Jakub Józef Orliński, Céline Scheen, Giuseppina Bridelli, Valer Sabadus, Erato, (2019)
- Alla Napoletana, L'Arpeggiata - Christina Pluhar, theorbo, arrangiamenti e direzione, con Céline Scheen, Bruno de Sá, Valer Sabadus, Luciana Mancini, Vincenzo Capezzuto, Alessandro Giangrande, Zachary Wilder, João Fernandes, Erato, (2021)
- Passacalle de la Follie, L’Arpeggiata  - Christina Pluhar, theorbo, arrangiamenti e direzione con Philippe Jaroussky, Doron David Sherwin, Jesús Merino Ruiz, Josep Maria Marti Duran, Flora Papadoupoulou, Rodney Prada, David Mayoral – théorbe, arrangements, direction (2023)
- Wonder Women, L'Arpeggiata - Christina Pluhar, theorbo, arrangiamenti e direzione, con Luciana Mancini, Céline Scheen, Benedetta Mazzucato, Vincenzo Capezzuto (2024)
- Terra Mater, L'Arpeggiata - Christina Pluhar, theorbo, arrangiamenti e direzione,, con  Malena Ernman (2025)